# Surigao del Sur
Surigao del Sur (cebuano: Habagatang Surigaw; tagalo: Timog Surigaw; inglés: South Surigaw) es una provincia en la región de Caraga en Filipinas. Su capital es Tandag.

## Economía
La provincia produce arroz, bananas y unas frutas tropicales. Cobre, cromita y plata son los recursos minerales de la provincia.

## Idiomas
El cebuano es el idioma principal de la provincia.

## División administrativa
Políticamente la provincia de Surigao del Sur se divide en 17 municipios y 2 ciudades,  Bislig (Component ) y su capital Tandag (Component ). Cuenta con 309 barangays. 
Consta de 2 distritos para las elecciones al Congreso.
| Ciudad/Municipio      | N.º de Barangays | Población (2010) | Área (km²) | Código    |
| --------------------- | ---------------- | ---------------- | ---------- | --------- |
| Barobo                | 21               | 43.663           | 242.50     | 166801000 |
| Bayabas               | 7                | 11.784           | 117.84     | 166802000 |
| Ciudad de Bislig      | 24               | 96.578           | 331.80     | 166803000 |
| Caguáit (Cagwait)     | 11               | 18.899           | 214.10     | 166804000 |
| Cantilán              | 17               | 30.231           | 240.10     | 166805000 |
| Carmen                | 8                | 10.287           | 160.01     | 166806000 |
| Carrascal             | 14               | 16.529           | 265.80     | 166870000 |
| Cortés                | 12               | 15.541           | 127.08     | 166808000 |
| Jinatúan (Hinatuan)   | 24               | 38.731           | 299.10     | 166809000 |
| Lanuza                | 13               | 11.857           | 290.60     | 166810000 |
| Lianga                | 13               | 28.905           | 161.12     | 166811000 |
| Linguig (Lingig)      | 18               | 31.544           | 305.17     | 166812000 |
| Madrid                | 14               | 14.888           | 141.20     | 166813000 |
| Marijatag (Marihatag) | 12               | 17.926           | 312.50     | 166814000 |
| San Agustín           | 13               | 20.655           | 277.28     | 166815000 |
| San Miguel            | 18               | 36.287           | 558.00     | 166816000 |
| Tagbina               | 25               | 34.812           | 343.49     | 166817000 |
| Tago                  | 24               | 33.993           | 253.28     | 166818000 |
| Ciudad de Tandag      | 21               | 52.114           | 291.73     | 166819000 |

## Comunicaciones
La provincia de Surigao del Sur se divide en dos distritos. El Primero corresponde a la zona norte hasta el límite del término de Lianga con el de Barobo, donde comienza del Distrito 2.º (Surigao del Sur 1st District Engineering Office).

### Red arterial (Primary Roads)
- S00300, Carretera de Surigao a Dávao por la costa (Surigao-Davao Coastal Rd.) 192.29 km en el Distrito 1.º y 113.42 km en el Distrito 2.º
- S01347, carretera del Cruce (Jct) de Gamut (S00300) a San Miguel y Bayugan  con 19.82 km en el Distrito 1.º
- S00312, carretera del Cruce (Jct) Lingig (S00300) a Trento  con 13.38 km en el Distrito 2.º

### Red secundaria (Secondary Roads)
- S00334, Aras-asan Div Rd. con 2.47 km en el Distrito 1.º
- S00336, Payasan-Los Arcos Rd. con   6.00 km en el Distrito 1.º
- S01350,  San Agustín Div Rd. con 1.08 km en el Distrito 1.º
- S00311  NRJ Barobo a Agusan Del Sur Bdry Rd. con 13.23 km en el Distrito 2.º[3]

## Historia
El 18 de septiembre de 1960 la provincia de Surigao fue dividida en dos: Surigao del Norte y Surigao del Sur.